# 99 Luftballons (album)
99 Luftballons (německy „99 balónků“), známé také jako International Album, je kompilační album západoněmecké popové skupiny Nena, vydané v dubnu 1984. Jednalo se o jejich první album vydané celosvětově po úspěchu písně „99 Luftballons“ a také první s anglickými texty. V Americe si album získalo mírný úspěch.

## Alternativní verze
Nejznámější obal tohoto alba je totožný s obalem použitým pro většinu verzí singlu „99 Luftballons“ či „99 Red Balloons“. Album bylo vydáno také pod názvem Nena či International Album; tato verze používala stejný obal, avšak s odstraněným nápisem „99 Luftballons“ a někdy s dodatečnou nálepkou vlevo nahoře, na které stojí „International Album incl. Club-Mix - 99 Red Balloons“. V Japonsku byla nejprve vydána původní německojazyčná verze, po níž v dubnu následovala mezinárodní verze, jež obsahovala rozšířenou verzi Club-Mix „99 Red Balloons“ a byla přejmenována na 99 Luftballons: First America. Ta měla alternativní obal, na němž byla kapela vyobrazena na bílém pozadí, tato fotografie zůstává v různých vydáních stejná nebo podobná té na singlu „Rette mich“.

## Písně
Album se skládá ze skladeb vydaných na dvou předchozích albech skupiny, Nena (1983) a ? (Fragezeichen) (1984), z nichž pět je přeloženo do angličtiny. Skladby „99 Red Balloons“ („99 Luftballons“), „Just a Dream“ („Nur geträumt“), „Kino“, „Leuchtturm“ a „99 Luftballons“ byly převzaty z alba Nena (1983), zatímco skladby „? (Question Mark)“ („? (Fragezeichen)“), „Hangin' on You“ („Ich häng' an dir“), „Let Me Be Your Pirate“ („Lass mich dein Pirat sein“), „Das Land der Elefanten“, „Rette mich“ a „Unerkannt durch's Märchenland“ byly převzaty z alba ? (Fragezeichen) (1984).
Hlavní singl „99 Luftballons“ je doposud nejúspěšnější písní skupiny, ba dokonce i Neny. Skladba dosáhla prvního místa v několika zemích světa, avšak je považována za one-hit wonder, neboť další singly a alba si mimo Evropu vedly špatně. Skladba „Just a Dream“ se dostala na 70. místo UK Singles Chart. Singl „Kino“ vyšel na albu původně v němčině, ale do angličtiny byl přeložen pod názvem „Kino (At the Movies)“. Stejně jako jeho předchůdce „? (Question Mark)“ se v hitparádě neumístil. Píseň byla později zařazena jako bonusová skladba na reedici druhého anglického alba It's All in the Game (1985).

## Seznam skladeb
Strana A obsahuje skladby 1 až 5 a strana B obsahuje skladby 6 až 11.
| Pořadí         | Název                                                            | Autor                                                               | Německý název               | Délka |
| -------------- | ---------------------------------------------------------------- | ------------------------------------------------------------------- | --------------------------- | ----- |
| 1.             | „99 Red Balloons“                                                | Kevin McAlea (anglicky), Jörn-Uwe Fahrenkrog-Petersen, Carlo Karges | „99 Luftballons“            | 3:50  |
| 2.             | „? (Question Mark)“                                              | Roy Brown (anglicky), Fahrenkrog, Nena Kerner                       | „? (Fragezeichen)“          | 4:26  |
| 3.             | „Hangin' on You“                                                 | Brown (anglicky), Fahrenkrog, Kerner                                | „Ich häng' an dir“          | 4:13  |
| 4.             | „Just a Dream“                                                   | Julian Dawson (anglicky), Fahrenkrog, Kerner, Rolf Brendel          | „Nur geträumt“              | 3:30  |
| 5.             | „Let Me Be Your Pirate“                                          | Brown (anglicky), Kerner, Brendel                                   | „Lass mich dein Pirat sein“ | 4:51  |
| 6.             | „Kino“ (At the Movies)                                           | Brendel                                                             |                             | 2:42  |
| 7.             | „Das Land der Elefanten“ (The Land of the Elephants)             | Fahrenkrog, Karges                                                  |                             | 3:42  |
| 8.             | „Leuchtturm“ (Lighthouse)                                        | Fahrenkrog, Kerner                                                  |                             | 3:14  |
| 9.             | „Rette mich“ (Rescue Me)                                         | Kerner                                                              |                             | 3:17  |
| 10.            | „Unerkannt durch's Märchenland“ (Unrecognized Through Fairyland) | Jürgen Dehmel, Kerner                                               |                             | 3:21  |
| 11.            | „99 Luftballons“ (99 Red Balloons)                               | Fahrenkrog, Karges                                                  |                             | 3:50  |
| Celková délka: | Celková délka:                                                   | Celková délka:                                                      | Celková délka:              | 40:55 |

Poznámky
- Britské, evropské a izraelské vydání, jednoduše nazvané „Nena“, nahradilo singlovou verzi „99 Red Balloons“ prodlouženým „Club Mix“ (v délce 4:43). Severoamerická a jihoamerická, asijská a australská vydání, nazvaná „99 Luftballons“, obsahovala původní singlovou verzi.
- CD verze alba také nahrazují singlovou verzi skladby „99 Red Balloons“ (skladba 1) prodlouženým „Club Mix“ (délka 4:44). Tato změna byla zaznamenána na některých mezinárodních výtiscích, ale na jiných ne. Správná verze je k dispozici v iTunes Store.
- V některých vydáních bylo chybně uvedeno „Das Land der Elefanten“ jako „Das Lang der Elefanten“ a „Unerkannt durch's Märchenland“ jako „Unerkannt durch's Marchenland“.[10]
- Zjevnou chybou je i psaní „durch's“ místo „durchs“ v názvu, jenž by měl znít „Unerkannt durchs Märchenland“.
- Seznam skladeb španělské verze je přeložen do španělštiny.
- Seznam skladeb v japonské verzi je částečně napsán v katakaně.

## Personál
Tituly převzaty z Allmusic a Discogs.

### Nena
- Nena Kerner – hlavní vokály, aranžmá
- Jörn-Uwe Fahrenkrog-Petersen – hlavní vokály (v „Das Land der Elefanten“), doprovodné vokály (v „? (Question Mark)“ a „Kino“), klávesy
- Carlo Karges – kytara, doprovodné vokály (v „Kino“)
- Jürgen Dehmel – basová kytara
- Rolf Brendel – bubny, bicí

### Technický personál
- David Sanborn – saxofon (v „? (Question Mark)“)
- Manfred „Manne“ Praeker – produkce
- Reinhold Heil – produkce
- After Hours Studio – návrh obalu
- Jim Rakete – fotografie

## Žebříčky
| Žebříček (1984)               | Nejvyšší pořadí |
| ----------------------------- | --------------- |
| Austrálie (Kent Music Report) | 25              |
| GfK Entertainment charts      | 23              |
| VG-lista                      | 16              |
| Sverigetopplistan             | 2               |
| UK Albums Chart               | 31              |
| Billboard 200                 | 27              |

## Certifikace
| Země (poskytovatel) | Certifikace |
| ------------------- | ----------- |
| Kanada (MC)         | Zlato       |

## Historie vydání
| Region (Alternativní název vydání)      | Rok  | Vydavatel                      | Formát | Katalog      |
| --------------------------------------- | ---- | ------------------------------ | ------ | ------------ |
| Japonsko (First America)                | 1983 | Epic                           | CD     | 35•8P-42     |
| Japonsko (First America)                | 1984 | Epic/Sony                      | LP     | 25•3P-501    |
| Spojené státy                           | 1984 | Epic                           | LP     | FE 39294     |
| Spojené státy                           | 1984 | Epic                           | LP     | BFE 39294    |
| Spojené státy                           | 1984 | Epic                           | kazeta | BET 39294    |
| Spojené státy                           | 1984 | Epic                           | kazeta | FET 39294    |
| Spojené království                      | 1984 | Epic                           | kazeta | EPC 402592 5 |
| Indie                                   | 1984 | Epic                           | LP     | EPIC 10106   |
| Portugalsko                             | 1984 | Epic                           | LP     | EPC25925     |
| Evropa (Nena: International Album)      | 1984 | Epic                           | LP     | EPC25925     |
| Nový Zéland                             | 1984 | Epic                           | LP     | ELPS 4425    |
| Venezuela                               | 1984 | Epic                           | LP     | EPIC 270     |
| Kanada                                  | 1984 | Epic                           | LP     | FE 39294     |
| Brazílie                                | 1984 | CBS                            | LP     | 144.818      |
| Španělsko (99 Red Balloons)             | 1984 | CBS                            | LP     | S 25925      |
| Jihoafrická republika (99 Red Balloons) | 1984 | CBS                            | LP     | ASF 2966     |
| Spojené státy                           | 1990 | Epic                           | CD     | EK 39294     |
| Japonsko (First America)                | 2009 | Sony Music Entertainment Japan | CD     | SICP 2279    |